# Jiří Skřivan (parkurový jezdec)
Jiří Skřivan (* 17. října 1967 Litomyšl) je český parkurový jezdec. Je vítězem Mistrovství České republiky, trojnásobným vítězem Českého skokového poháru, vítězem mnoha Grand Prix v Čechách i v zahraničí . Od roku 2002 je prezidentem Českého skokového poháru. Provozuje jezdecký areál na Suché u Litomyšle.

## Rodina
S manželkou Mirkou má 3 děti – dcery Petru a Mirku (*1991) a syna Jiřího (*2000)

## Kariéra
Jiří Skřivan začal závodit ve 12 letech, první parkur vyhrál na klisně Manon, podle které pojmenoval svou současnou stáj. Od roku 1989 působil ve Švýcarsku a Irsku ve stájích Paula Darragha, Makuse Fuchse a H. Trauffera. Po návratu ze zahraničí založil vlastní parkurovou stáj, se svými koňmi pak dosahoval mnoha úspěchů na českých i zahraničních kolbištích. Účastnil se Mistrovství Evropy.
Vlastní a provozuje jezdecké centrum na Suché u Litomyšle, kde se věnuje tréninku koní, jezdců, pořádání jezdeckých akcí, jeho manželka Mirka tam provozuje Jezdeckou školu.

## Český skokový pohár
V roce 2002 přichází Jiří Skřivan do jezdeckého sportu s novou myšlenkou celorepublikového seriálu Velkých cen a následně vzniká nový fenomén posledních let - ČESKÝ SKOKOVÝ POHÁR. Byl zvolen prezidentem Asociace Český skokový pohár a v letech 2004, 2006 a 2011 se stává i jeho celkovým vítězem.

## Zásadní koně sportovní kariéry
Vesta del Metz, Labe Jeff, Labe James, Andolph Wepol, Rytma, Kallisto, Flying Star

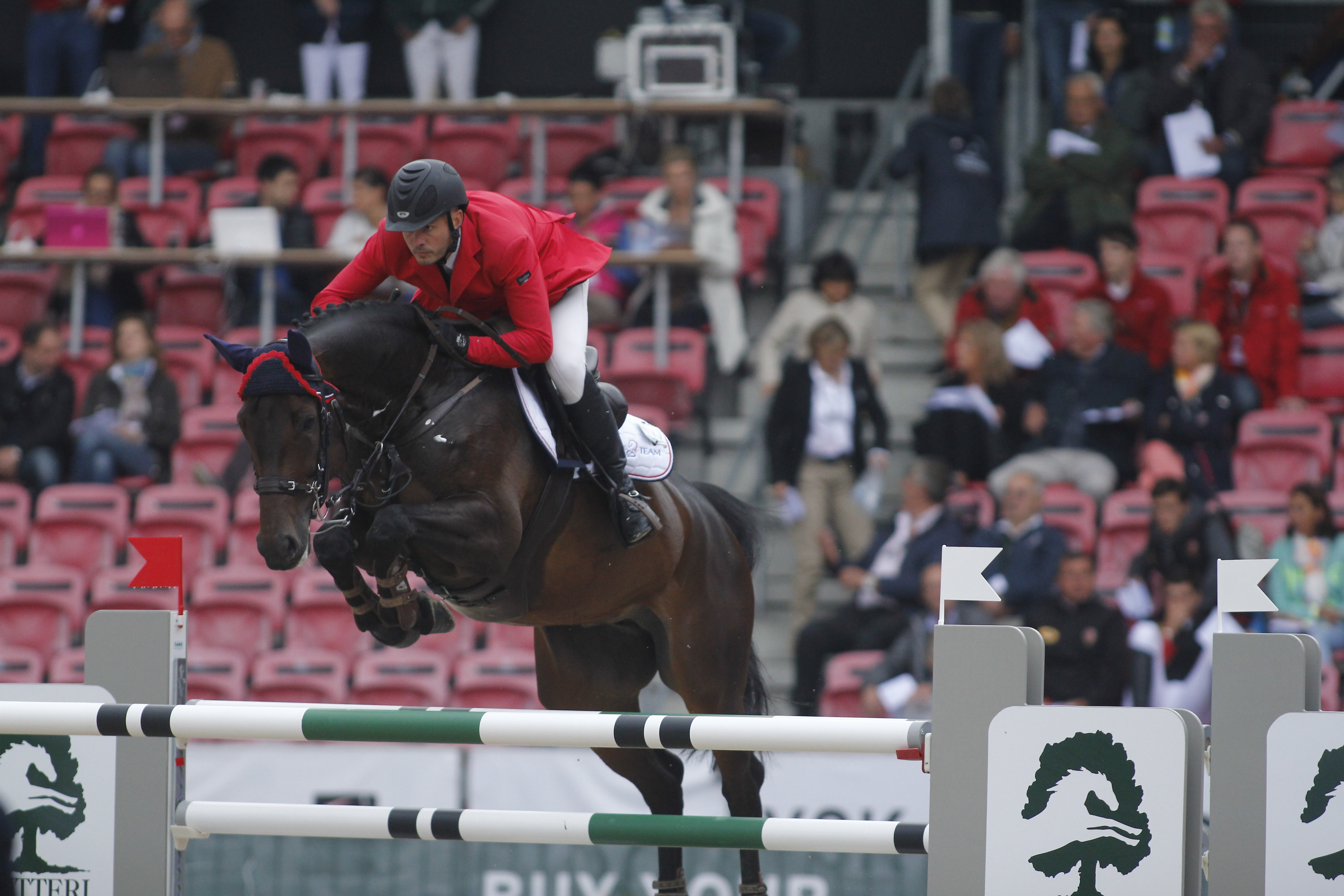
Jiří Skřivan - Kallisto, Mistrovství Evropy Herning 2013

## Největší úspěchy
2017
- 3. místo finále ČESKÉHO SKOKOVÉHO POHÁRU 2017 s klisnou Flying Star
- 2. místo ČSP Velká cena Ptýrova - s klisnou Flying Star
- 4. místo ČSP Velká cena Brna - s klisnou Flying Star
- 5. místo ČSP Velká cena Opavy - s klisnou Flying Star

2016
- 2. místo ČSP Velká cena Opavy - s klisnou Flying Star

2015
- 1. a 3. místo Mistrovství VČO - s koňmi Kallisto a Flying Star

2012
- 3. místo finále ČESKÉHO SKOKOVÉHO POHÁRU 2012 s klisnou Kallisto
- 3. místo ČP VC Brna - s klisnou Kallisto
- 2. místo ČP VC Martinic - s klisnou Kallisto
- 3. místo MČR senioři - s klisnou Kallisto
- 1. místo VC Opavy - s klisnou Kallisto
- 5. místo ČP VC Ostravy - s klisnou Kallisto
- 1. místo finále KMK 5- letí - s koněm Eben

2011
Vítěz ČESKÉHO SKOKOVÉHO POHÁRU 2011
7. místo Grand Prix Linc - s klisnou Kallisto
4. místo VC Brna - s klisnou Kallisto
7. místo Grand Prix Linc - s klisnou Kallisto
1. místo VC Ptýrova - s klisnou Kallisto
5. místo MČR Ptýrov senioři - s klisnou Kallisto
1. místo VC Opavy - s klisnou Kallisto
3. místo VC Kolína - s klisnou Kallisto
4. místo VC Ostravy - s klisnou Mercedes 1
3. místo VC Ostravy - s klisnou Kallisto
2010
1. místo VC Ptýrova - s klisnou Kallisto
3. místo VC Plzně ČSP - s klisnou Mercedes 1 
2. místo MC Plzně - s klisnou Kallisto
2009
1. místo MČR družstev - s klisnou Kallisto
2 místo Velká ceny Opavy - s klisnou Rytma CAC Lesing
2. místo Velká cena Jemčiny - s klisnou Rytma CAC Lesing
3. místo Malá cena Plzně - s klisnou Kallisto
1. místo ST Dubicko - s klisnou Mercedes 1
1. místo ST+T Nová Amerika - s klisnou Kallisto
2. místo S Hradišťko - s klisnou Kallisto
2007
3. místo MČR - s klisnou Rytma CAC Leasing
2006
Vítěz ČESKÉHO SKOKOVÉHO POHÁRU 2006
Vítěz ČSOB Velké ceny Prahy – s koněm Labe James CAC Leasing
2. místo MČR družstva - s koněm Labe James CAC Leasing
4. místo ČSOB Velká cena Zámku Belcredi - s koněm Labe James CAC Leasing
Vítěz ČSOB Velké ceny Brna - s klisnou Rytma CAC Leasing
Vítěz Ceny Karsit - s klisnou Rytma CAC Leasing
5. místo ČSOB Velká cena Ostravy - s klisnou Rytma CAC Leasing
3. místo Grand Prix Leszno, Polsko - s klisnou Rytma CAC Leasing
6. místo Mittel Tour – s koněm Ramara Elkor
2. místo Malá cena Plzně - s klisnou Tora 1
2. místo Malá cena Brna – s koněm Excalibur Wepol
2005
Vítěz Velké ceny Prahy – s koněm Labe James CAC Leasing
4. místo Velká cena Brna - s koněm Labe James CAC Leasing
3. místo Finále KMK 6letých - s klisnou Tora 1
2004
Vítěz ČESKÉHO SKOKOVÉHO POHÁRU 2004
3. místo MČR – s koněm Andolph Wepol
2. místo Velká cena Prahy - s koněm Labe James CAC Leasing
4. místo Velká cena Brna - s koněm Labe James CAC Leasing
Vítěz Velké ceny Frenštátu pod Radh. - s koněm Labe James CAC Leasing
3. místo Velká cena Frenštátu pod Radh. - s klisnou Rytma CAC Leasing
2003
3. místo MČR - s koněm Labe James CAC Leasing
Vítěz Velké ceny Ostravy - s koněm Labe James CAC Leasing
Vítěz Velké ceny Poděbrad - s koněm Labe James CAC Leasing
Vítěz Velké ceny Plzně - s koněm Labe James CAC Leasing
Vítěz Velké ceny Frenštátu pod Radh., - s koněm Labe James CAC Leasing
2000
2. místo MČR - s koněm Labe James CAC Leasing
1999
2. místo MČR - s koněm Labe James CAC Leasing
1998
4. místo MČR - s koněm Labe James CAC Leasing
Vítěz Velké ceny Poděbrad -  s koněm Labe James CAC Leasing
1997
2. místo MČR - s koněm Labe Jeff
1996
2. místo MČR - s koněm Labe Jeff
Vítěz Grand Prix CSA Poděbrady - s koněm Labe Jeff
Vítěz Grand Prix CSI Hortobágy, Maďarsko - s koněm Labe Jeff
1994
3. místo MČR – s klisnou Vesta del Metz
1. místo MČR ml. koní - s koněm Labe Jeff
1. místo KMK 6letých – s koněm Labe Jeff
1993
1. místo MČR – s klisnou Vesta del Metz